# Rachispoda pereger
Rachispoda pereger är en tvåvingeart som beskrevs av Wheeler 1995. Rachispoda pereger ingår i släktet Rachispoda och familjen hoppflugor.
Artens utbredningsområde är Peru. Inga underarter finns listade i Catalogue of Life.